# Ludi magister
El ludi magister, magister ludi, primus magister o litterator (del latín maestro del juego) era el maestro de educación primaria en la escuela romana de educación de la Antigua Roma. Es la réplica del grammatista griego. Los magistri solían ser esclavos griegos o de otros países con educacióno hombres libres de baja condición social.Tenía una clase de unos treinta alumnos. Los alumnos iban a un ludi magister a distintas edades y salían a los once años. Las clases se impartían en una sala alquilada por el ludi magister o en el exterior, donde se sentaba en una silla elevada y los alumnos se sentaban en bancos o en el suelo.Las materias enseñadas por un ludi magister eran principalmente lectoescritura acompañadas de un pequeño conocimiento de aritmética y números. A los profesores se les permitía emplear castigos corporales si los estudiantes llegaban tarde o eran desobedientes y podían ser azotados.

## Técnica de escritura
El ludi magister usaba un punzón (stilus) con un extremo puntiagudo para escribir y un extremo plano para frotar la cera para poder escribir nuevamente, para escribir sobre tablillas de cera o sobre fragmentos de cerámica (ostraca), y una pluma y tinta para escribir sobre papiro o pergamino. También se podían utilizar rollos de papiro y plumas con tinta negra y roja, casi un equivalente al papel y las plumas, pero los rollos de papiro eran mucho más ásperos. Además, la tinta era más duradera ya que estaba hecha de hollín y resina. Esto se diluyó añadiendo agua a la sustancia espesa. Se sabe que algunas de las tintas más duraderas y costosas han sobrevivido años enterradas bajo tierra.

## Diferencia de género
Muchos niños varones romanos asistían a esta primera etapa de educación; el precio era asequible y las habilidades (leer y escribir en griego y latín)eran esenciales. Sin embargo, sólo las familias muy ricas enviaban a sus hijas hembras a la escuela y por eso, la mayoría de niñas hacían autoaprendizaje o, de mayores, hacían que sus hijos varones les enseñaran. Para una niña, otras habilidades domésticas como tejer y cocinar eran más importantes. A menudo, se enviaba a los niños a la escuela con un esclavo, un pedagogo, que llevaba el equipo y se aseguraba de que llegaran sanos y salvos. 

## Elludi magisteren Hermann Hesse
El ludi magister, ocupa un papel central en la novela El juego de los abalorios de Hermann Hesse. En esta obra, el ludi magister es el título otorgado al máximo responsable del desarrollo y dirección del Juego de los Abalorios, una actividad intelectual y artística que sintetiza conocimiento de diversas disciplinas, como las matemáticas, la música, la filosofía y la cultura clásica. Este cargo simboliza la cúspide del logro intelectual y espiritual en la utópica provincia de Castalia, donde el juego se practica como expresión suprema de la mente humana.
El ludi magister no solo representa la excelencia académica, sino también un compromiso ético y espiritual con la comunidad intelectual. A través de la figura de Josef Knecht, el protagonista de la novela que ocupa este rol, Hesse explora temas como la tensión entre la vida contemplativa y la vida activa, la relación entre la intelectualidad y la humanidad, y el dilema de mantenerse fiel a los valores espirituales en un mundo en constante cambio.
Este concepto se erige como un símbolo del equilibrio entre el conocimiento y la sabiduría, reflejando las preocupaciones filosóficas y éticas recurrentes en la obra de Hesse.